# Suborno Char
Suborno Char è un sottodistretto (upazila) del Bangladesh situato nel distretto di Noakhali, divisione di Chittagong. Si estende su una superficie di 575,47 km² e conta una popolazione di 290.000 abitanti (dato censimento 1991).